# Özlem Özen
Özlem Özen, née le 4 octobre 1978 à Charleroi, est une femme politique belge de langue française, membre du Parti socialiste (PS).

## Biographie
Née à Aiseau, elle déménage dans le courant de sa première année à la cité de Farciennes. Elle y demeure jusqu'à 12 ans. Ensuite, c'est dans la cité de Roselies, sur la commune d'Aiseau-Presles qu'elle passera le reste de sa jeunesse. Elle réside désormais au cœur d'Aiseau. 
Elle provient d'une famille d'origine turque. 
Côté anecdote, son prénom "Özlem" signifie le désir, l'aspiration ou encore la nostalgie. Il signifie également manquer à quelqu'un ou regretter une personne. Son nom de famille "Özen" exprime le désir de changer les choses et de le faire avec soin et authenticité.

### Carrière professionnelle
Après des études de droit, elle devient assistante en droit pénal et droit pénal européen à l'ULB. Forte de cette expérience, elle intègre le Barreau de Bruxelles en qualité d'avocate spécialisée dans les matières qui touchent au droit pénal.   

### Carrière politique
En 2006, elle devient échevine dans sa commune d'Aiseau-Presles. En 2010, elle est élue Députée fédérale à la suite des élections législatives anticipées. Elle devient membre de la Chambre des Représentants et profite de son expérience pour intégrer les Commissions de la Justice et du Droit commercial. En 2013, elle devient Présidente faisant fonction de la Fédération du Parti Socialiste de Charleroi à la suite du décès de Patrick Moriau. Dans le courant de l'année 2014, elle devient Présidente de la commission spéciale de suivi "Abus sexuels dans l'Eglise".

#### Débuts au premier plan

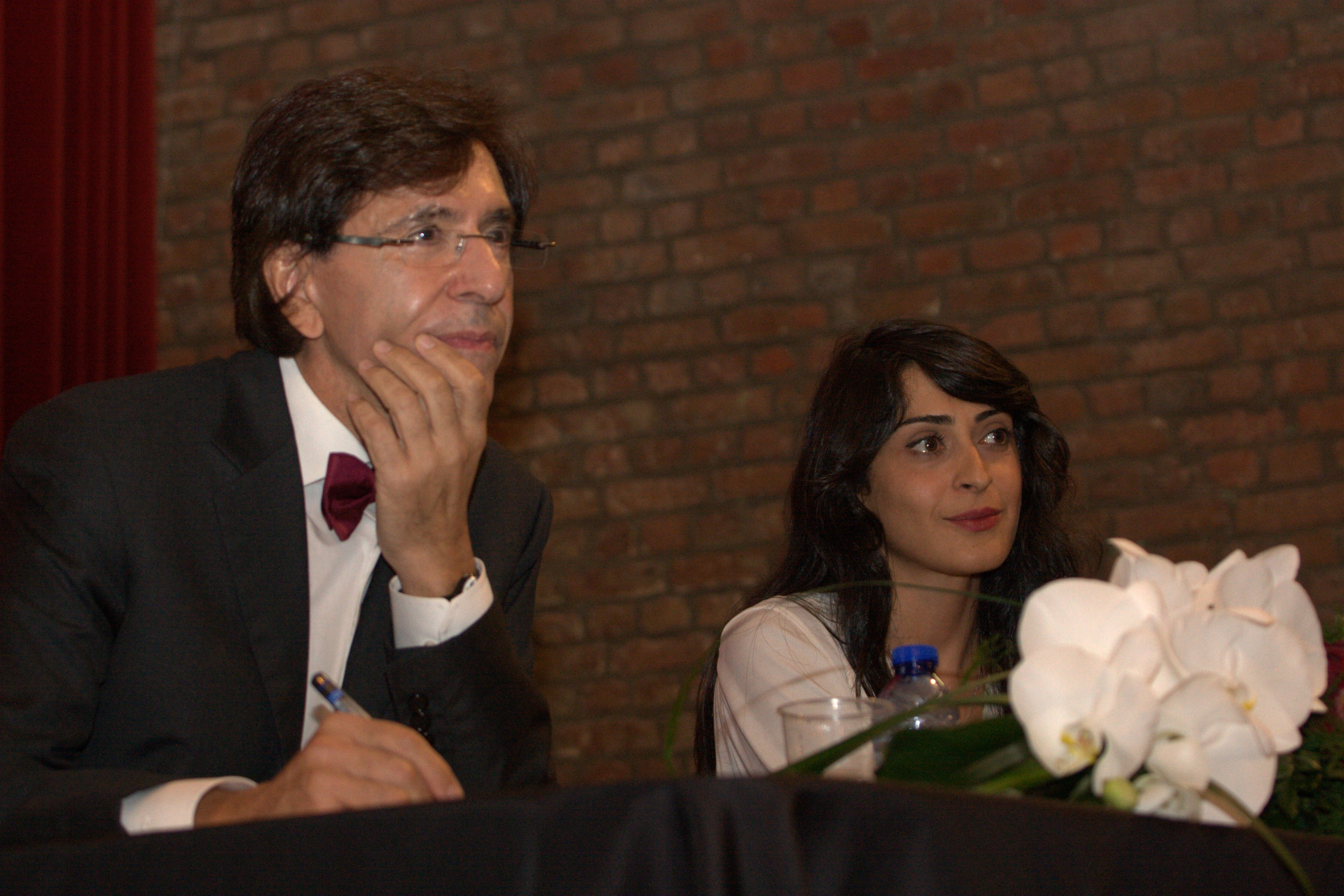
Özlem Özen, organisatrice de "Elio répond à vos questions"

Sa carrière politique débute en 2006 à la suite des élections communales. Engagée au sein de la liste PS de la commune d'Aiseau-Presles, elle brigue un échevinat dès sa première participation aux élections. Elle possède alors comme matières: la culture, le sport de compétition, l'égalité des chances, les affaires juridiques et les relations internationales. Très engagée, elle met notamment en place la Journée multiculturelle, la Journée de la Femme, la Journée de Solidarité internationale...tout en poursuivant divers projets visant la cohésion sociale, la lutte contre toutes formes de discriminations et l'émancipation de tout un chacun. Citons notamment la création d'une école des devoirs, la mise à disposition d'un écrivain public, le lancement d'un guichet anti-discrimination, l'organisation de stages sportifs et culturels, d'ateliers créatifs et d'alphabétisation...   

#### Députée fédérale

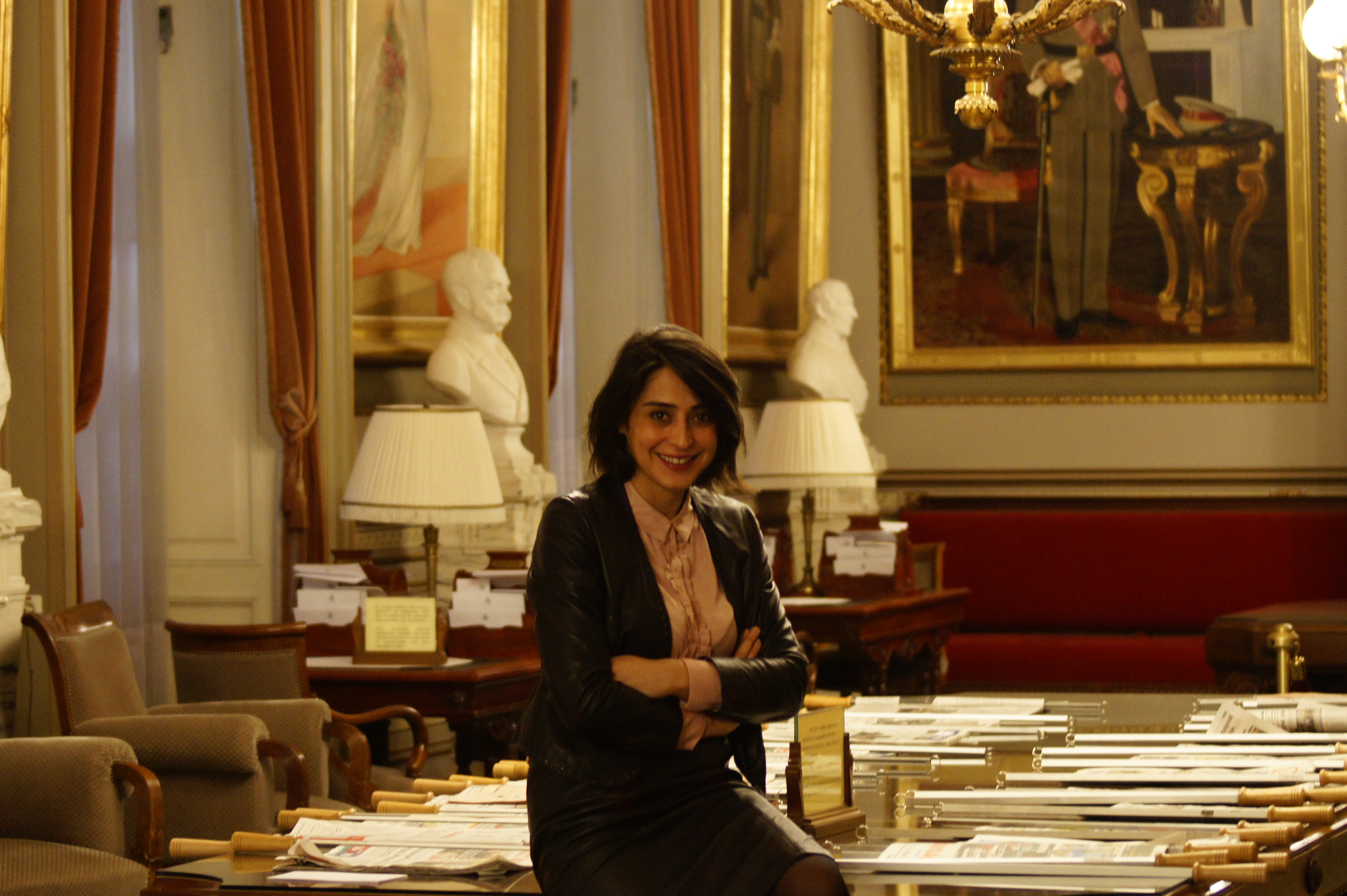
Özlem Özen, Députée fédérale socialiste

En 2010, elle devient Députée fédérale à la suite d'élections législatives anticipées. Elle devient membre de la Chambre des Représentants, cœur du pouvoir législatif belge. Elle y intègre les commissions de la Justice et du Droit commercial. L'accessibilité à la justice, la protection sociale, l'égalité des chances, la lutte contre la pauvreté et les inégalités sociales... sont quelques-unes des thématiques et des questions qui l'animent et l'amènent à interpeller régulièrement le/la Ministre de la Justice ou la Ministre de l'Emploi. On l'a notamment vue s'exprimer sur la problématique des prisons, la réforme des arrondissements judiciaire, des licenciements de Caterpillar, de l'aide juridique et des avocats pro deo ou encore sur le statut de l'artiste. Par ailleurs, à la suite de la décision de certains États européens de réduire drastiquement l'aide à la distribution de denrées alimentaires au profit des personnes les plus démunies de l'UE, elle déposait en juillet 2011 une proposition de résolution visant à renforcer cette aide alimentaire européenne et à la garantir pour les années à venir.

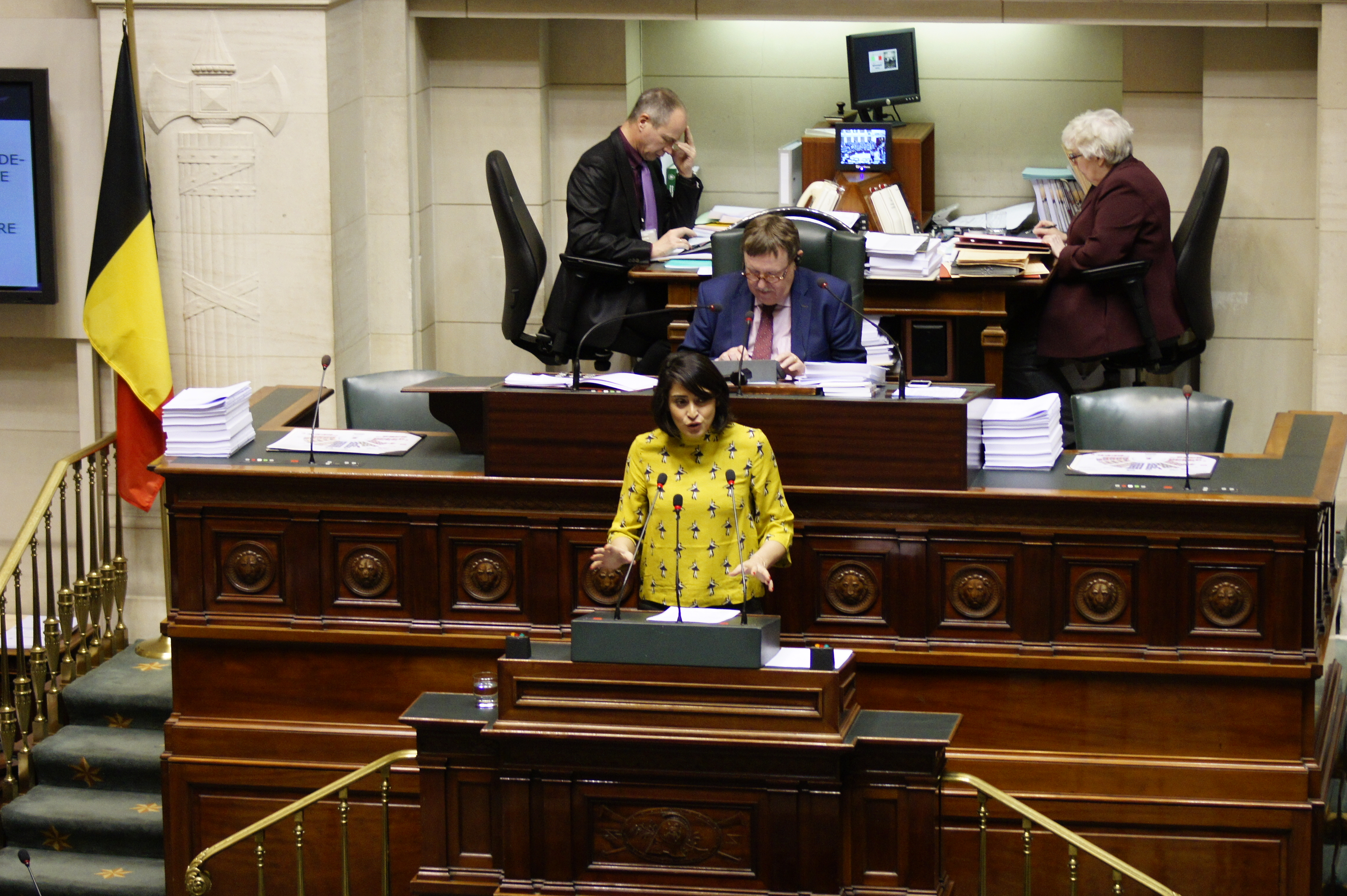
Özlem Özen en séance plénière à la Chambre des Représentants

En 2014, elle est réélue et devient Présidente de la commission spéciale de suivi "Abus sexuels dans l'Église".   
Début 2016, elle lutte contre la réforme de la Justice proposée par le Ministre Koen Geens et poétiquement dénommée "Pot-Pourri II". Ce projet est une modification significative du droit pénal et de la procédure pénale[réf. nécessaire]

#### Présidente de la Fédération Socialiste de Charleroi
En 2010, elle devient vice-présidente de la Fédération socialiste de Charleroi. 
En 2013, elle devient présidente faisant fonction à la suite du décès de Patrick Moriau et poursuit ainsi son engagement à l'échelon régional. 

## Détail des mandats et fonctions
- 2006-2018 : échevine à Aiseau-Presles, chargée de la Culture, de la Communication, de l'Égalité des Chances, de la Santé et de l'Information communale.
- 2010-2024 : députée fédérale à la Chambre des représentants
- depuis 2024 : députée wallonne et communautaire
- depuis 2024 : 2e vice-présidente du Parlement de la Communauté française de Belgique